# Pulsione di scioglimento 1B

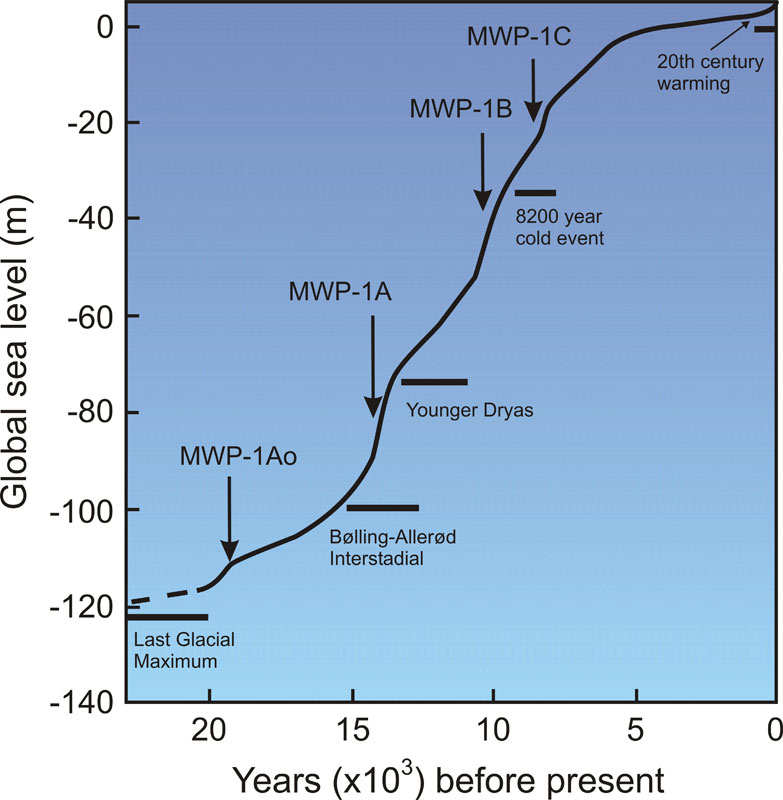
Curva di innalzamento del livello del mare postglaciale e impulsi di scioglimento.

La Pulsione di scioglimento 1B o Pulsione di scioglimento dell'acqua 1B (in inglese Meltwater pulse 1B o MWP1b) è il nome usato dai geologi quaternari, paleoclimatologi e oceanografi per indicare un periodo di rapido o semplicemente accelerato innalzamento del livello del mare post-era glaciale che alcuni ipotizzano si sia verificato tra gli 11.500 e i 11.200 anni fa all'inizio dell'Olocene e dopo la fine del Dryas recente. La Pulsione di scioglimento 1B è anche noto come evento di innalzamento catastrofico 2 (CRE2) nel Mar dei Caraibi.
Altri impulsi di acqua di disgelo postglaciali denominati sono noti più comunemente come:
- Pulsione di scioglimento 1A0 (in inglese Meltwater pulse 1A0),
- Pulsione di scioglimento 1A (in inglese Meltwater pulse 1A),
- Pulsione di scioglimento 1C (in inglese Meltwater pulse 1C),
- Pulsione di scioglimento 1D (in inglese Meltwater pulse 1D),
- Pulsione di scioglimento 2 (in inglese Meltwater pulse 2),

Questo e questi altri periodi di proposto rapido innalzamento del livello del mare sono noti nella sfera anglosassone come meltwater pulse perché la causa presunta di essi è stata il rapido rilascio di acqua dei ghiacciai sciolta negli oceani dal crollo delle calotte glaciali continentali.